# Мононатриев глутамат
Мононатриевият глутамат (IUPAC наименование – Sodium 2-aminopentanedioate; натрий-2-аминопентадиоат, натриев (2S)-2-амино-5-хидрокси-5-оксо-пентаноат) е сол на натрия и глутаминовата киселина. Най-добре е познат с употребата си като хранителна добавка-овкусител. Чистият мононатриев глутамат е бял кристален прах. При разтваряне във вода (или слюнка), той бързо се разделя (дисоциира) на свободни натриеви и глутаматни йони. Регистриран е като хранителна добавка с Е-номер E621, в европейските страни понякога се означава и като MSG (от английски: monosodium glutamate).
Мононатриевият глутамат активира (откритите) вкусови брадавици, чувствителни към умами, един от петте основни вкуса; този вкус се смята за основен в японската и китайската кухня, но не се среща толкова често в западната кухня, където понякога бива наричан „апетитен“ или „в повече“. Смята се, че „умами“ вкусовите брадавици реагират точно на глутамата, по същия начин, по който „сладките“ реагират на захар.
Глутаминовата киселина е една от двадесетте аминокиселини, които влизат в състава на човешките белтъци; тя е критична за правилното функциониране на клетките, но не се смята за крайно необходима хранителна съставка, защото организмът може да си я произвежда от по-прости съединения. Освен че е една от градивните единици в синтеза на белтъци, тя е важна за функционирането на мозъка като стимулиращ невромедиатор. Свободната глутаминова киселина не може да премине през кръвно-мозъчната бариера в осезаеми количества; затова тя се преобразува в L-глутамин, който се използва от мозъка за гориво и синтез на белтъци.
Мононатриевият глутамат се съдържа естествено в морски водорасли и ферментирали соеви продукти и особено в екстракти от дрожди. По-малки количества има и в доматите, гъбите и сиренето „Пармезан“. Използва се в много по-големи концентрации за овкусяване на чипс, царевични пръчици и други подобни храни, както и на замразени полуготови храни и бързи храни. Широката му употреба се дължи повече на факта, че е по-евтино да се добави мононатриев глутамат, отколкото да се добавят други аромати и овкусители.
Мононатриевият глутамат е открит и патентован от японския изследовател Кикунае Икеда от Токийския имперски университет, който успял да го получи чрез кристализация в бульон от водорасли. За първи път започнали да го продават под марката Аджи-но-мото в Япония. Съвременният търговски мононатриев глутамат се произвежда чрез ферментация на нишесте, захарно цвекло или меласа. През 2001 г. са продадени около 1,5 милиона тона, като очакваният годишен растеж е 4%.
Някои хора смятат, че са алергични или чувствителни към мононатриев глутамат и той е многократно набеждаван като причина за различни физически симптоми като мигрена, гадене, храносмилателни разстройства, сърцебиене, астма и дори анафилактичен шок. Симптоми, които понякога са били обърквани със сърдечни пристъпи или алергични реакции, се наричат понякога „Синдром на китайския ресторант“. През последните няколко десетилетия са проведени значително количество изследвания и тестове в областта на алергиите към мононатриев глутамат и голяма част от контролираните проучвания не показват никаква връзка между съдържанието на глутамат в храната и каквато и да е алергична реакция. Критиците на тези изследвания смятат, че тестовете са били нагласени така, че да не получат резултат. Те смятат за некоректно например едно изследване от 1993 г., при което за плацебо е бил използван аспартам, тъй като аспартамът сам по себе си е бил набеждаван в причиняването на много от същите симптоми като чувствителността към мононатриев глутамат в податливи хора.
Въпреки всичко все още съществуват някои групи (особено тези в алтернативната медицина), които смятат, че мононатриевият глутамат е силен невротоксин, който причинява масова неврологична ретардация в засегнатите популации. Някои учени смятат това схващане за лъженаучно, тъй като всъщност няма емпирични данни, които да го подкрепят.
Администрацията за лекарства и храни на САЩ класифицира мононатриевия глутамат като „по принцип признат за безопасен“ заедно със солта, оцета, содата за хляб и натриевия триполифосфат. В Източна Азия той понякога се включва в хранителни добавки.
Въпреки това много американски китайски ресторанти рекламират менюта „без мононатриев глутаминат“. По традиционни заведения както в западните страни, така и в Китай не си правят този труд, но готвачите-гастрономи са склонни да разглеждат прекалената употреба на мононатриев глутамат като хитруване и някои от по-големите догматици го избягват напълно.
Хранителните продукти от Австралия и Нова Зеландия може да обозначават мононатриевия глутамат като „flavour enhancer 621“ (овкусител 621). HS кодът на мононатриевия глутамат е 29224220.